# Beverly Clearyová
Beverly Atlee Clearyová, rozená Bunnová (12. dubna 1916, McMinnville, Oregon – 25. března 2021, Carmel-by-the-Sea, Kalifornie), byla americká spisovatelka knih pro děti a mládež. Je považována za jednoho z nejúspěšnějších amerických autorů. Od roku 1950, kdy byla vydána její první kniha, se prodalo přes 91 milionů výtisků jejích knih. Mezi nejznámější literární postavy, které vytvořila, patří Ramona Quimbyová a Beezus Quimbyová, Henry Huggins a jeho pes Ribsy, a také Ralph S. Mouse.
Většina jejích knih se odehrává ve čtvrti poblíž Grant Parku v severovýchodní části Portlandu v Oregonu, kde vyrůstala. Jako jedna z první autorů dětské literatury využila v narativu svých postav, kterými jsou nejčastěji děti ze střední třídy, emocionální realismus. Během doby, kdy pracovala jako knihovnice, se jí dítě v dopise zeptalo: „Proč nikdo nepíše knihy o dětech, jako jsme my?“ To ji inspirovalo k napsání její první knihy s názvem Henry Huggins. V roce 1981 získala National Book Award za svou knihu Ramona and her Mother a v roce 1984 Medaili Johna Newberyho za knihu Milý pane Henshawe. Za svůj celoživotní přínos americké literatuře obdržela National Medal of Arts a také Children’s Literature Legacy Award (do roku 2018 známou pod názvem Laura Ingalls Wilder Award). V roce 2008 byla portlandská základní škola Fernwood Grammar School, kterou Clearyová navštěvovala, přejmenována na Školu Beverly Clearyové. Od roku 1995 v Grant Parku také stojí několik soch jejích nejznámějších literárních postav. Beverly Clearyová zemřela 25. března 2021 ve věku 104 let, pouhých 18 dní před svými 105. narozeninami.

## Život a studium
Beverly Atlee Bunnová se narodila 12. dubna 1916 v McMinnville v Oregonu. Její otec Chester Lloyd Bunn byl farmářem a její matka Mable Atlee Bunnová učitelkou. Clearyová byla jedináček a vyrůstala na farmě v Yamhillu. Byla vychovávána v presbyteriánské víře. Když jí bylo šest let, její rodina se přestěhovala do Portlandu, jelikož její otec zde získal nabídku práce jako bezpečnostní pracovník banky.
Clearyová si těžko zvykala na život ve městě a měla kvůli tomu potíže i ve škole. V první třídě byla zařazena mezi žáky, kteří měli potíže číst. „Třída byla rozdělená na tři části,“ vzpomínala Clearyová, „modré, červené a černé ptáčky. Já jsem patřila mezi černé, což bylo považováno za ostudu. Chtěla jsem číst, ale prostě mi to nešlo.“
Po čase se sice její snahy vyplatily a její čtenářské dovednosti se zlepšily, ale čtení samotné ji brzy začalo nudit. Stěžovala si, že spousta příběhů je příliš prostá a předvídatelná, a přemýšlela nad tím, proč spisovatelé téměř nikdy nepíší s humorem nebo o obyčejných lidech. Avšak pak jednoho deštivého odpoledne narazila na knihu The Dutch Twins od Lucy Fitch Perkinsové, která vyprávěla o dobrodružstvích obyčejných dětí. Tato kniha pro ni představovala procitnutí, po kterém začala mnoho času trávit v knihovně. Na základě esejí, které psala do školy, jí v šesté třídě učitelka navrhla se v budoucnosti věnovat psaní knih pro děti.
Poté, co v roce 1934 úspěšně dokončila Střední školu Ulyssese Granta v Portlandu, se Clearyová rozhodla stát se dětskou knihovnicí a nastoupila na dvouletou školu Chaffey Junior College v Ontariu v Kalifornii. Po dvou letech studia byla přijala na Kalifornskou univerzitu v Berkeley, kde v roce 1938 získala bakalářský diplom z oboru Anglický jazyk. Aby mohla zaplatit školné, pracovala během studia například jako švadlena či pokojská. Clearyová popsala čas strávený na Kalifornské univerzitě jako „dva nejzajímavější roky [jejího] života“ a byla jednou z prvních žen ubytovaných v prostorech budovy Stebbins Hall. Na taneční zábavě organizované univerzitou také potkala svého budoucího manžela Clarence Clearyho. V roce 1939 absolvovala studium na Washingtonské univerzitě a získala svůj druhý bakalářský titul z knihovní vědy. Jelikož její rodiče vztah s Clearym, řimským katolíkem, neschvalovali, mladý pár se rozhodl spolu utéct. V roce 1940 se vzali a po druhé světové válce se usadili v Carmel-by-the-Sea v Kalifornii. V roce 1955 se jim narodila dvojčata, Malcolm a Marianne. Od šedesátých let žili v Carmel Village v Kalifornii. Její manžel Clarence Cleary zemřel v roce 2004. Beverly Clearyová zemřela 25. března 2021 v domově pro seniory pouhé tři týdny před jejími 105. narozeninami.

## Kariéra
Poté, co v roce 1939 úspěšně absolvovala studium na Washingtonské univerzitě, pracovala rok jako dětská knihovnice v Yakimě ve Washingtonu. Od roku 1942 do roku 1945 pracovala jako knihovnice v nemocnici americké armády v Oaklandu v Kalifornii, avšak poté se začala plně věnovat psaní knih pro děti.
Beverly Clearyová měla pochopení pro mladé čtenáře, kteří jen těžko nacházeli knihy, s jejichž postavami by se dokázali ztotožnit. Proto se po pár letech, během nichž měla potíže najít dost knih, které by čtenářům mohla doporučit, a po zkušenostech s živým vyprávěním, rozhodla, že bude psát knihy pro děti o postavách, které by jim byly blízké. Clearyová prohlásila: „Věřím, že dětští knihovníci a knihovnice by měli mít jakéhosi ‚misionářského ducha‘. Děti si zaslouží kvalitní literaturu a úkolem knihovníků je nejen děti ve čtení podporovat, ale také jim pomáhat s výběrem vhodných knih.“
První kniha Beverly Clearyové s názvem Henry Huggins (1950) započala knižní sérii točící se okolo Henryho, jeho psa Ribsyho, jeho kamarádky Beezus a její mladší sestry Ramony, které bydlí o pár domů vedle. Postavu Henryho a jeho kamarádů Clearyová vymyslela již během jejího působení v Yakimě v rámci akce organizované knihovnami, kdy byly dětem vyprávěny či čteny příběhy během sobotních odpolední. Kniha Henry Huggins je stejně jako mnoho jejích pozdějších děl zaměřená na každodenní životy obyčejných lidí. Je založená na autorčiných zážitcích z dětství, na dětech z jejího sousedství, ale také na dětech, které potkala během svého knihovnického působení. Ačkoliv byla kniha nakladatelstvím nejdříve odmítnuta, poté, co Clearyová příběh přepracovala a začlenila do něj postavy Beezus a Ramony, jej v roce 1950 vydalo nakladatelství William Morrow and Company – první nakladatelství, kterému Clearyová knihu zaslala.
Ačkoliv první kniha blíže se zaměřující na sestry Quimbyovy s názvem Beezus and Ramona byla vydána již v roce 1955, trvalo dalších třínáct let, než Clearyová napsala další knihu s Ramonou v hlavní roli. Ramona the Pest, kniha vydána v roce 1968, vznikla na popud vydavatele, který Clearyovou již dlouho žádal o knihu, která by se zaměřovala na dítě v předškolním věku navštěvující mateřskou školu. Clearyová zpočátku odmítala, jelikož sama mateřskou školu nenavštěvovala, ale poté, co se narodila její dvojčata Malcolm and Marianne a později začala chodit do mateřské školy, změnila názor.
Clearyová také sepsala své paměti, a to ve dvou knihách – první nese název A Girl from Yamhill (1988), zaměřující se na její dětství, a druhá, s názvem My Own Two Feet (1995), vypráví o jejích zážitcích z vysoké školy a z období dospělosti až do doby, kdy nakladatelství přijalo její první knihu. V interview s Los Angeles Times v roce 2011 prohlásila: „Má kariéra byla neobyčejně šťastná.“

## Přínos pro literaturu
Knihy Beverly Clearyové věnují pozornost každodenním maličkostem patřícím k dětství, zejména jaké je to vyrůstat pro děti ze střední třídy. Leonard S. Marcus, historik specializující se na dětskou literaturu, o díle Clearyové prohlásil: „Když jste ve správném věku, abyste četli knihy Clearyové, jste pravděpodobně jako čtenáři velmi snadno ovlivnitelní. [Její knihy] děti nejen baví, ale také jim dodávají odvahy a pomáhají jim pochopit, co mohou od života čekat.“ Kritici také vyzdvihují, jak Clearyová dokázala ve svém díle využít humor; William Grimes z deníku The New York Times napsal, že Clearyová psala „humorným vzrušujícím stylem“ a dokázala „stvořit působivé příběhy i z každodenních problémů, malých nespravedlností a nepochopitelných záhad – mezi které patří v první řadě dospělí – které vystihují život amerického dítěte ze střední třídy.“ Roger Sutton z dvouměsíčníku The Horn Book Magazine zase podotýká, že „Clearyová píše zábavně, ale zároveň velice sofistikovaně. Její psaní nápadně připomíná satiru, což je nejspíš důvod, proč mají její knihy v oblibě i dospělí, ale své postavy stále respektuje – žádná postava se nebaví na cizí účet. Myslím, že děti dokáží ocenit, když mají rovné podmínky s dospělými.“
Pat Pfliegerová, profesorka dětské literatury na Univerzitě West Chester, poznamenala: „Důvodem, proč jsou Clearyiny knihy stále relevantní, je fakt, že své publikum opravdu chápe. Ví, že je někdy jejich okolní svět mate či děsí, a ví, že pociťují mnoho věcí, na které dospělí nejspíš neberou ohled.“ Eliza Dresangová, profesorka zaměřující se na služby pro děti a mládež na Škole informačních věd na Washingtonské univerzitě, alma mater Clearyové, řekla: „Její knihy možná v dnešní době nepůsobí tak převratně, ale v době, kdy je psala, rozhodně byly.“ Poznamenala také, že „co se týče témat, o kterých psala, upřímnosti, a schopnosti vyobrazit děti, aby opravdu působily skutečně“ Clearyino dílo předčilo svoji dobu.“ Ve sborníku Twentieth-Century Children’s Writers je o Clearyové napsáno následující: „Vliv Beverly Clearyové jako autorky děl pro děti je nedocenitelný… její neobyčejný talent vytvořit nezapomenutelné mladé postavy, které jsou veselého ducha a mají radost ze života, k sobě láká mladé i starší čtenáře.“

## Ocenění a odkaz
V roce 1975 obdržela Beverly Clearyová od Asociace amerických knihoven cenu Children’s Literature Legacy Award (do roku 2018 známou pod názvem Laura Ingalls Wilder Award) za svůj celoživotní přínos dětské literatuře. V roce 1984 byla nominována na mezinárodní Cenu Hanse Christiana Andersona, udělovanou každé dva roky. V dubnu roku 2000 ji Knihovna Kongresu jmenovala Živou legendou Knihovny Kongresu v kategorii spisovatelů a umělců za její přínos kulturnímu dědictví Spojených států amerických. V roce 2003 obdržela také National Medal of Arts.
Knihy Beverly Clearyové byly přeloženy do více než 25 jazyků a získaly mnoho ocenění. V roce 1984 získala Medaili Johna Newberyho za knihu Milý pane Henshawe a její knihy Ramona and Her Father a Ramona Quimby, Age 8 byly zvažovány na Newberyho ocenění. V roce 1981 vyhrála National Book Award v kategorii fikce pro děti za svou knihu Ramona and Her Mother. Mezi její další ocenění patří například William Allen White Children's Book Award za knihu Socks z roku 1973 či Every Child Award udělovanou asociací Children's Book Council.
Mnoho autorů, včetně Laurie Halse Andersonové, Judy Blumeové, Lauren Myracleové a Jona Scieszky, uvádí, že tvorba Clearyové měla velký vliv na jejich díla.
Nakladatelství HarperCollins uznává narozeniny Clearyové, tedy 12. dubna, jako tzv. „Drop Everything and Read Day“ (česky Všeho nech a čti), čímž chce podpořit samostatné tiché čtení v rámci výuky.
V portlandské knihovně Multnomah County Library vytvořili na zdi vestibulu mapu vyobrazující sousedství Klickitat Street, kde bydlí postava Henryho Hugginse. Na její počest je pojmenována také Zahrada soch Beverly Clearyové pro děti, nacházející se v Grant Parku v Portlandu, kde jsou vztyčeny sochy postav Henryho Hugginse, jeho psa Ribsyho a také Ramony Quimbyové. Základní škola Fernwood Grammar School, kterou kdysi Clearyová navštěvovala, byla roku 2008 oficiálně přejmenována na Školu Beverly Clearyové.
V roce 2008 jí Washingtonská univerzita udělila cenu Alumnus Summa Laude Dignatus, což je nejvyšší ocenění udělované absolventům.
Při příležitosti jejích stých narozenin byl v roce 2016 natočen půlhodinový dokument s názvem Discovering Beverly Cleary. Tento dokument mimo jiné obsahoval také rozhovor s devadesátidevítiletou Beverly Cleary v jejím domě v Carmelu v Kalifornii, fotografie a příběhy z jejího života.
22. dubna 2021 přijal Senát Spojených států amerických usnesení „k uctění života a odkazu oceňované autorky knih pro děti Beverly Clearyové“. Návrh usnesení podal senátor Ron Wyden zastupující stát Oregon, tedy stát, kde se Clearyová narodila.

## Dílo
Autorčina díla nevyšla v českém jazyce. Jedinou výjimkou je dětská kniha Milý pane Henshawe, kterou v roce 2008 vydalo nakladatelství Návrat domů.

### Knižní série o Henrym Hugginsovi
- Henry Huggins (1950)
- Henry and Beezus (1952)
- Henry and Ribsy (1954)
- Henry and the Paper Route (1957)
- Henry and the Clubhouse (1962)
- Ribsy (1964)

### Knižní série o Ramoně Quimbyové
- Beezus and Ramona (1955)
- Ramona the Pest (1968)
- Ramona the Brave (1975)
- Ramona and Her Father (1977)
- Ramona and Her Mother (1979)
- Ramona Quimby, Age 8 (1981)
- Ramona Forever (1984)
- Ramona's World (1999)

### Další knihy pro děti a mládež
- Ellen Tebbits (1951)
- Otis Spofford (1953)
- Fifteen (1956)
- The Luckiest Girl (1958)
- Jean and Johnny (1959)
- The Hullabaloo ABC (1960)
- The Real Hole (1960)
- Leave It To Beaver (1960)
- Beaver and Wally (1961)
- Here's Beaver! (1961)
- Two Dog Biscuits (1961)
- Emily's Runaway Imagination (1961)
- Sister of the Bride(1963)
- The Mouse and the Motorcycle (1965)
- The Growing-Up Feet (1967)
- Mitch and Amy (1967)
- Runaway Ralph (1970)
- Socks (1973)
- Ralph S. Mouse (1982)
- Dear Mr. Henshaw (1983; česky Milý pane Henshawe, vydáno 2008)
- The Ramona Quimby Diary (1984)
- Lucky Chuck (1984)
- Janet's Thingamajigs (1987)
- Muggie Maggie 1990)
- Strider (1991)
- Petey's Bedtime Story (1993)
- Two Times the Fun (2005)

### Memoáry
- A Girl from Yamhill (1988)
- My Own Two Feet (1995)